# Campionati svizzeri di sci alpino 1983
Ai Campionati svizzeri di sci alpino 1983 furono assegnati i titoli di discesa libera, slalom gigante, slalom speciale e combinata, sia maschili sia femminili; oltre agli sciatori svizzeri, poterono concorrere al titolo anche gli sciatori di nazionalità liechtensteinese.

## Risultati
| Specialità      | Uomini            | Donne             |
| --------------- | ----------------- | ----------------- |
| Discesa libera  | Conradin Cathomen | Doris De Agostini |
| Slalom gigante  | Max Julen         | Erika Hess        |
| Slalom speciale | Jacques Lüthy     | Brigitte Gadient  |
| Combinata       | Thomas Bürgler    | Brigitte Gadient  |